# Belgique aux Jeux olympiques d'été de 1960
La Belgique participe aux Jeux olympiques d'été de 1960 à Rome en Italie. 101 athlètes belges, 93 hommes et 8 femmes, ont participé à 64 compétitions dans 16 sports. Ils y ont obtenu quatre médailles : deux d'argent et deux de bronze.

## Médailles
| Médaille | Discipline | Épreuve           | Athlète               | Performance | Date |
| -------- | ---------- | ----------------- | --------------------- | ----------- | ---- |
| Argent   | Athlétisme | 800 mètres hommes | Roger Moens           |             |      |
| Argent   | Cyclisme   | Vitesse homme     | Leo Sterckx           |             |      |
| Bronze   | Cyclisme   | Course en ligne   | Willy van den Berghen |             |      |
| Bronze   | Voile      | Finn              | André Nelis           |             |      |